# São Jorge da Barra Seca
São Jorge da Barra Seca é um distrito do município de Vila Valério, no Espírito Santo. O distrito possui  cerca de 2 700 habitantes e está situado na região norte do município.